# Arnór Helgason
Arnór Helgason (1197-1249) fue el primer abad del monasterio de Viðey, sustituyendo a Styrmir Kárason que había sido prior del monasterio siguiendo otros precedentes como Þorvaldur Gissurarson y probablemente Leggur Torfason. Aunque Styrmir murió en 1245, Arnór no fue ordenado abad hasta 1247. Cuando Arnor asumió el cargo de abad recibió la custodia total del monasterio y también de su patrimonio, anteriormente  había sido competencia del obispo aunque los priores llevaban la administración diaria. Arnór no disfrutó mucho tiempo como abad porque murió dos años más tarde. Arnór era uno de los hijos del caudillo Digur-Helga Þorsteinsson.